# The Card Counter
The Card Counter ist ein Thriller von Paul Schrader, der im September 2021 bei den Internationalen Festspielen von Venedig seine Premiere feierte und am 10. September 2021 in die US-Kinos kam.
Das Werk ist der zweite Teil einer unbetitelten Filmtrilogie Schraders, die er mit First Reformed (2017) begonnen hatte und mit Master Gardener (2022) abschloss.

## Handlung
William Tell ist ein ehemaliger Soldat und heute ein Spieler, der das Kartenzählen beherrscht. Weil er weiß, dass es den Casinos egal ist, wenn man Karten zählt und hierdurch gewinnt, solange man nicht zu viel gewinnt, spielt er nur mit einem Einsatz, der ihn nicht auf dem Radar der Betreiber erscheinen lässt. Er zieht von einer Stadt zur anderen, übernachtet aber nicht in den Casinohotels, sondern mietet in der Nähe günstige Motelzimmer an, damit man seine Bewegungen nicht verfolgen kann.
Eines Tages wird er von einem jungen Mann namens Cirk angesprochen. Dessen Vater folterte unter Anleitung durch Major John Gordo Gefangene in Abu Ghuraib und landete genau wie William hierfür im Gefängnis. Sein Vater nahm sich vier Jahre zuvor das Leben. Cirk möchte nun an Gordo, der damals als privater Auftragnehmer der Armee für die im Ausland begangenen Taten nicht belangt werden konnte, tödliche Rache nehmen.
William lehnt eine Beteiligung an diesem Rachefeldzug ab und bietet dem jungen Mann eine Beschäftigung als Reisebegleiter an, da er bei seinen endlosen Reisen von Casino zu Casino etwas Gesellschaft gebrauchen kann.
Mit Geld, das er beim Kartenspiel verdient hat, will er Cirks Schulden ablösen und fordert ihn auch auf, seine Mutter wieder zu treffen. Zudem soll Cirk seine College-Ausbildung beenden. Cirk verspricht, das zu tun. Anstatt seine Mutter zu besuchen, fährt er jedoch verabredungswidrig zu Major Gordos Haus und versucht ihn zu erschießen, wird dabei aber selbst getötet.
Als William dies aus den Nachrichten erfahren hat, lauert er Gordo in seinem Haus auf und tötet ihn mit Methoden, die er in Abu Ghuraib gelernt hat. Danach stellt er sich der Polizei, wird verurteilt und wieder in dasselbe Militärgefängnis gebracht.

## Produktion

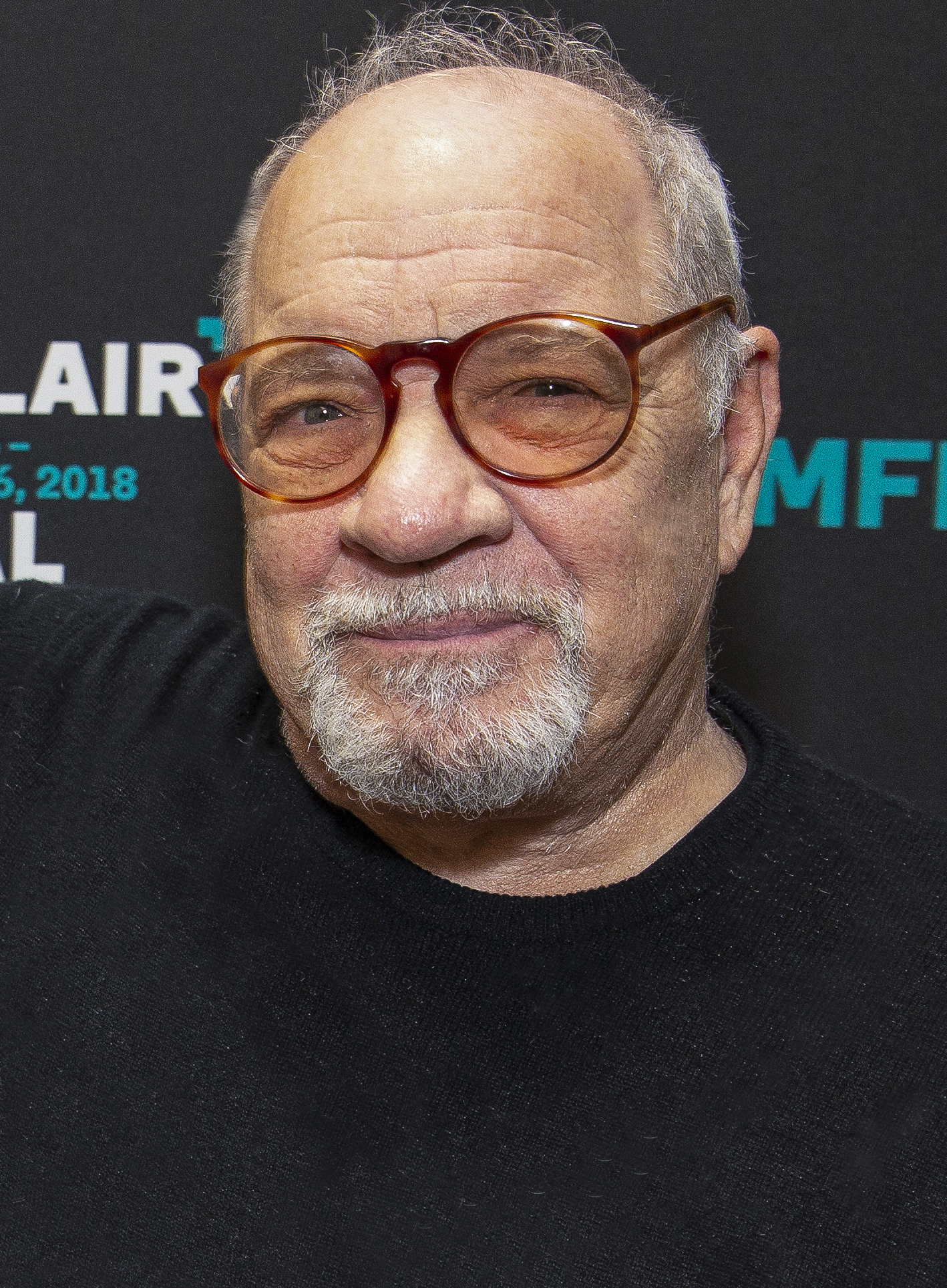
Regisseur Paul Schrader

Regie führte Paul Schrader, der auch das Drehbuch schrieb. The Card Counter ist der zweite Teil einer unbetitelten Trilogie Schraders, die er mit First Reformed (2017) begonnen hatte und mit Master Gardener (2022) abschloss. Eigenen Angaben zufolge würden sich alle Teile an denselben Themen abarbeiten. Die kammerspielartigen Werke stellen jeweils eine männliche Hauptfigur in den Mittelpunkt, die vor dem Hintergrund „eines angespannten, gespaltenen Milieus des zeitgenössischen Amerikas“ agieren.
Oscar Isaac spielt in der Hauptrolle den Spieler William Tell. Tiffany Haddish spielt La Linda, die ihn protegiert, Tye Sheridan seinen Schützling Cirk und Willem Dafoe den ehemaligen Vorgesetzten von Cirks Vater und von Tell.
Die Dreharbeiten fanden in Biloxi in Mississippi statt und wurden im Sommer 2020 beendet. Wie bei seinem letzten Film First Reformed arbeitete Schrader für The Card Counter mit Kameramann Alexander Dynan zusammen.
Die Filmmusik komponierten Ben Salisbury und Geoff Barrow. Das Soundtrack-Album mit 13 Musikstücken wurde am 10. September 2021 von BMG als Download veröffentlicht. Die Veröffentlichung eines Albums mit 21 Stücken aus der Originalfilmmusik durch Back Lot Music folgte nach dem US-Kinostart.
Die Premiere erfolgte am 2. September 2021 bei den Internationalen Festspielen von Venedig. Anfang September 2021 wurde der Film auch beim Festival des amerikanischen Films in Deauville gezeigt. Ende Oktober 2021 wurde der Film bei der Viennale vorgestellt. Die Rechte für die USA sicherte sich Focus Features, Universal Pictures International hat den internationalen Vertrieb übernommen. Der Kinostart in den USA erfolgte am 10. September 2021. Am 3. März 2022 kam der Film in die deutschen Kinos.

## Synchronisation
| Rolle            | Schauspieler     | Synchronisation   |
| ---------------- | ---------------- | ----------------- |
| William Tell     | Oscar Isaac      | Alexander Doering |
| La Linda         | Tiffany Haddish  | Peggy Sander      |
| Cirk             | Tye Sheridan     | Oscar Räuker      |
| Major John Gordo | Willem Dafoe     | Reiner Schöne     |
| Mr. USA          | Alexander Babara | Roman Wolko       |
| Slippery Joe     | Bobby C. King    | Werner Böhnke     |
| Minnesota        | Bryan Truong     | Sascha Krüger     |
| Sara             | Ekaterina Baker  |                   |
| Judy Baufort     | Amye Gousset     | Anna Dramski      |
| Fiddle           | Billy Slaughter  |                   |
| Ronnie           | Joel Michaely    | Edwin Gellner     |

## Rezeption

### Altersfreigabe und Filmgenre
In den USA erhielt der Film von der MPAA ein R-Rating, was einer Freigabe ab 17 Jahren entspricht.  In Deutschland wurde der Film von der FSK ab 16 Jahren freigegeben.
Peter Osteried von der Arbeitsgemeinschaft Kino erklärt, The Card Counter sei kein Kriegsfilm, aber er arbeitet mit den Traumata des Krieges. Die Szenen in Abu Ghraib lasse Kameramann Alexander Dynan wie aus einem Videospiel stammend wirken, und leichte Kost sei der Film nicht, der die Aufmerksamkeit und die Geduld des Zuschauers fordere, während er die Hölle eines persönlichen Traumas mit der unwirklichen Scheinwelt der Casinos in Einklang bringt.

### Kritiken
Der Film konnte bislang 87 Prozent aller Kritiker bei Rotten Tomatoes überzeugen und erhielt hierbei durchschnittlich eine Bewertung von 7,5 von 10 möglichen Punkten. Auf Metacritic erhielt er einen Metascore von 83 von 100 möglichen Punkten.

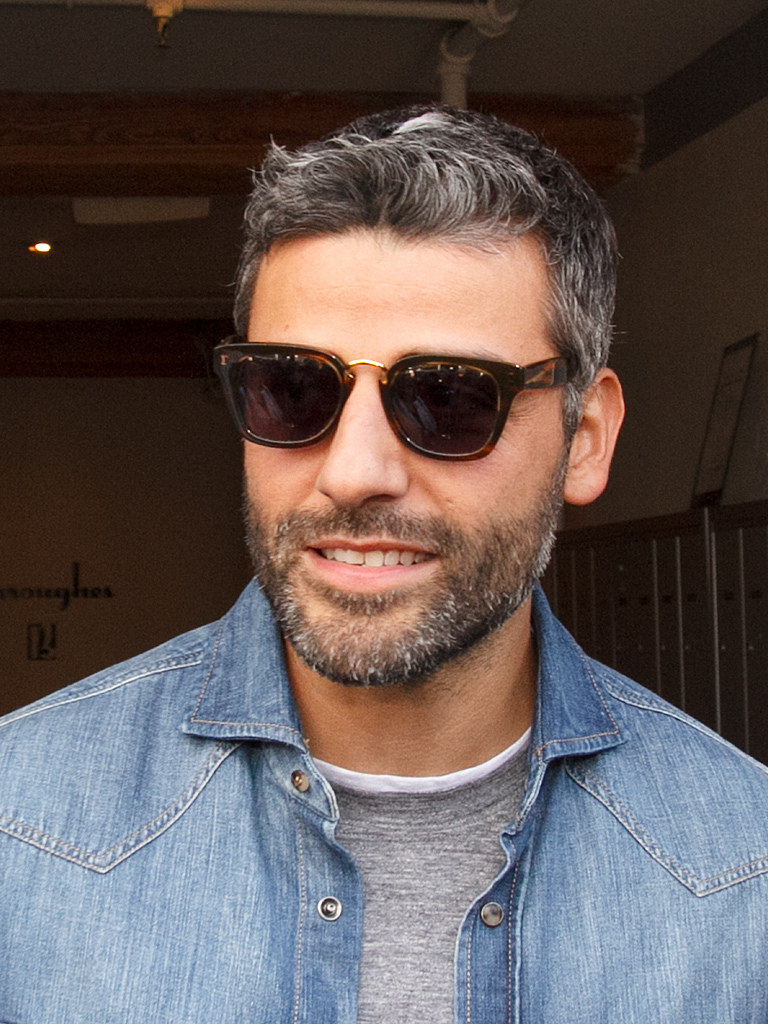
Oscar Isaac spielt in der Hauptrolle William Tell

David Ehrlich von IndieWire schreibt, auch wenn diese Prämisse zu Vergleichen mit Martin Scorseses Die Farbe des Geldes einlade, sei Paul Schraders Film weniger an dem Aufbau von Spannung und hohen Spieleinsätzen interessiert, ganz nach Williams persönlicher Devise „bet small win small“. Jeder, der All-in-Poker-Action erwarte, werde von dieser Geschichte enttäuscht sein, die mehr an der mönchischen Geduld des Wartens auf ein gutes Blatt interessiert ist, als an der Dramatik des Ausspielens dieses. Dasselbe gelte für jeden, der hofft, etwas von der rauchigen Mystik klassischer Casino-Filme einzuatmen, was nicht zuletzt an Alexander Dynans Spiel mit dem Licht bei der Kameraführung liege. Die Prämisse sei für Schrader, der sich in seinen Filmen immer wieder in religiöser Askese übt, so perfekt, dass der Film drumherum fast überflüssig klinge. Der Regisseur setze in The Card Counter allerdings weniger auf die transzendente Kraft, wie in seinem letzten Film First Reformed, und stelle auch anders als in diesem Film nicht die Frage, ob Gott uns vergeben wird, sondern, ob wir uns selbst vergeben können. Williams Look beschreibt Ehrlich als glatt und unauffällig, zu gleichen Teilen Melville und Mastroianni, und seine schwarze Sonnenbrille wirke wie eine Spiegelung der dunklen Schatten auf Oscar Isaacs finsterem Gesicht. Die samuraiartige Darbietung des Schauspielers erinnert Ehrlich an den charismatischen Gangster, den er in A Most Violent Year gespielt hat. Wenn man William bei seinen Ritualen beobachte, wie dem akkuraten Beziehen seines Bettes in den Motelzimmern, könnte man ihn leicht für einen Serienmörder halten, doch sein Verhalten gegenüber seinen Mitmenschen lege nahe, dass hinter diesen Haifischaugen etwas Menschliches steckt.
Die Redaktion des deutschen Online-Portals Filmdienst wählte das Werk auf Platz fünf der besten Filme des Jahres 2022.

### Auszeichnungen
Gotham Awards 2021
- Nominierung für das Beste Drehbuch (Paul Schrader)
- Nominierung als Bester Darsteller (Oscar Isaac)[25]

Hollywood Music in Media Awards 2021
- Nominierung für die Beste Filmmusik – Independent Film (Robert Levon Been und Giancarlo Vulcano)[26]

Internationale Filmfestspiele von Venedig 2021
- Nominierung für den Goldenen Löwen
- Lobende Erwähnung der Associazione Vivere da Sportivi[12]

London Critics’ Circle Film Awards 2021
- Nominierung als Bester Hauptdarsteller (Oscar Isaac)[27]

National Board of Review Awards 2021
- Aufnahme in die Top-Ten-Independentfilme[28]

Valladolid International Film Festival 2021
- Auszeichnung für das Beste Drehbuch mit dem Miguel-Delibes-Preis (Paul Schrader)[29]